# Charadra sudena
Charadra sudena är en fjärilsart som beskrevs av Smith 1908. Charadra sudena ingår i släktet Charadra och familjen Pantheidae. Inga underarter finns listade i Catalogue of Life.